# Kizimeer
Het Kizimeer (Russisch: озеро Кизи) of Bolsjoje Kizimeer (озеро Большое Кизи; "Grote Kizimeer") is een groot langgerekt meer in een intermontaan bekken in het oosten van de Russische kraj Chabarovsk (district Oeltsjski) in het Russische Verre Oosten, aan de noordelijke uitlopers van de Sichote-Alin. Het meer heeft een lengte van 48 kilometer en een oppervlakte van 281 km², hetgeen echter varieert met het waterniveau in de Amoerrivier. De diepte bedraagt maximaal 3 à 4 meter en het waterniveau ligt op ongeveer 5,6 meter boven zeeniveau. Het Kizimeer wordt gebruikt voor de visserij.
Het Kizimeer is door middel van een aantal stroomkanalen verbonden met de Amoer, binnen wiens stroomgebied het is gelegen (aan de rechteroever). Het ligt iets ten westen van de Tatarensont, waarvan het wordt gescheiden door een nauwe (8,5 kilometer breed) en lage (tot 55 meter hoog) strook land. In de 19e eeuw waren er plannen voor het graven van een kanaal door dit laagland, om zo het gevaarlijke estuarium van de Amoer te omzeilen en de vaarperiode te verlengen, daar de Amoer 's winters dichtvriest. Het meer zelf is normaal gesproken bedekt met ijs van begin november tot midden mei.
Delen van het meer hebben verschillende namen: Het westelijkste deel wordt Ajbaai (Ajski zaliv) genoemd, het grote middelste deel Bolsjoj Kizi ("Grote Kizi") of Nizjneje Kizi ("Beneden-Kizi") en het oostelijke kleine deel Maloje Kizi ("Kleine Kizi") of Verchneje Kizi ("Boven-Kizi"). De Ajbaai en de Bolsjoj Kizi zijn 7 tot 9 kilometer breed en Maloje Kizi 4 kilometer. De belangrijkste instroom van het Kizimeer is de Jaj in de Ajbaai.
In de jaren 1950 waren een aantal spoorcentrales gepland bij het meer voor de -tot nog toe- nooit aangelegde Sachalintunnel.
Aan het meer liggen de plaatsen Kizi en Tsjilba (zuidoever), Bolsjieje Sanniki en Toelinskoje (noordoever) en Mariinski-Rejd (bij de monding in de Amoer).